# Richia tetratopis
Richia tetratopis là một loài bướm đêm trong họ Noctuidae.